# Sílvia Simon Rabasseda
Sílvia Simon Rabasseda (Salitja, 1969) és una química catalana, dedicada a la química computacional i membre del grup d’investigació DIMOCAT de l’Institut de Química Computacional i Catàlisi de la Universitat de Girona.
És llicenciada per la Universitat Autònoma de Barcelona en química (1992) i doctora per la Universitat de Girona (UdG) en química computacional (1998). Professora titular de la Facultat de Ciències de la UdG des de 2003 i directora de la Càtedra de Cultura Científica i Comunicació Digital. Centra la recerca en la modelització d'enllaços d'hidrogen i la transferència de càrrega en biomolècules. Va ser professora dels primers MOOC oferts per la UdG a partir de la plataforma MiriadaX: «Investigación Científica 2.0.1: Procesos clave en una sociedad digital» i «Descubriendo la Química: De la alquimia a las partículas subatómicas». Ha estat la coordinadora de la Nit de la Recerca (FP7-PEOPLE-NIGHT) a nivell estatal durant alguns anys.
Guardonada amb la distinció Jaume Vicens Vives el 2017 per la seva qualitat de docència universitària, en l’ús de les tecnologies, les noves metodologies per facilitar l’aprenentatge i pel seu lideratge com a dona científica i el seu compromís amb la ciència, està estretament vinculada amb la divulgació de la ciència. També va rebre la distinció de la qualitat en la pràctica docent de la UdG el 2008. Va ser una de les protagonistes de l'exposició «16 científiques catalanes» de l'Associació Catalana de Comunicació Científica (ACCC). Va ser inclosa en la llista «25 científiques que has de conèixer» en ocasió de la Biennal Ciutat i Ciència (Barcelona) de 2019.
És Delegada del Rector per a la Promoció i la Divulgació de la Ciència. En les eleccions municipals de 2019 va ser elegida regidora de Cassà de la Selva.